# هويون جونغ
هويون جونغ (هانغل: 정호연)؛ (من مواليد 23 يونيو 1994); هي عارضة أزياء وممثلة كورية جنوبية، تم تصنيفها كواحدة من «أفضل 50» عارضة أزياء من قبل موقع Models.com.

## النشأة والتعليم
ولدت هويون في سيئول، بكوريا الجنوبية، ولها شقيقان، هي في علاقة مع الممثل لي دونغ هوي.
يمتلك والدها مطعم غوكباب، تخرجت جونغ من جامعة دونغ دوك النسائية وتخصصت في عرض الأزياء.

## المسار الفني
في 13 يناير 2020، أعلن عن توقيع جونغ مع وكالة سارام إنترتاينمنت كممثلة.
في عام 2021، دخلت في التمثيل من خلال ظهورها لأول مرة في مسلسل لعبة الحبار على نتفليكس.

## أعمالها

### مسلسلات
| عام  | عنوان العمل | الدور         | الشبكة  | المراجع |
| ---- | ----------- | ------------- | ------- | ------- |
| 2021 | لعبة الحبار | كانغ ساي بيوك | نتفليكس | [ 9 ]   |

### ظهور فيديو موسيقي
| السنة | عنوان     | الفنان     | الطول | Ref.   |
| ----- | --------- | ---------- | ----- | ------ |
| 2013  | سوف اجن   | لي هيوري   | 3:44  | [ ا ]  |
| 2014  | انتقال    | كيم تاي وو | 4:09  | [ 10 ] |
| 2014  | اخضع      | فرقة 100%  | 3:50  | [ 11 ] |
| 2019  | طعام حامض | هوت بوتاتو | 4:12  |        |

## روابط خارجية
- هو ايون جونغ على موقع IMDb (الإنجليزية)
- هو ايون جونغ على موقع روتن توميتوز (الإنجليزية)
- هو ايون جونغ على موقع ألو سيني (الفرنسية)
- هو ايون جونغ على موقع قاعدة بيانات الفيلم (الإنجليزية)
- هو ايون جونغ على موقع كينوبويسك (الروسية)
- هو ايون جونغ على موقع دليل عارضات الأزياء (الإنجليزية)
- هويون جونغ في هانسينما